# Tresor TV
Die 1992 gegründete Tresor TV Produktions GmbH ist eine der größten Fernsehproduktionsfirmen in Deutschland und hat ihren Hauptsitz in  München mit einer Zweigstelle in Köln. Geschäftsführer ist Axel Kühn. Seit 2017 gehört die Produktionsfirma zu Keshet International, der internationalen Sparte des israelischen Medienunternehmens Keshet Media Group. Die Tresor TV Produktionsgesellschaft produziert Fernsehsendungen für nationale und internationale Fernsehsender.
Die erste fiktionale Produktion war die Kinderserie Fluch des Falken für den BR und KIKA, von der inzwischen vier Staffeln produziert wurden.
Unter dem Label 'Keshet Tresor Fiction' produziert Tresor TV fiktionale Programme für TV-Sender und digitale Plattformen. Die erste Produktion dieses Bereichs war die hochgelobte Mini-Serie 'Unter Freunden stirbt man nicht' für TVNow und VOX.

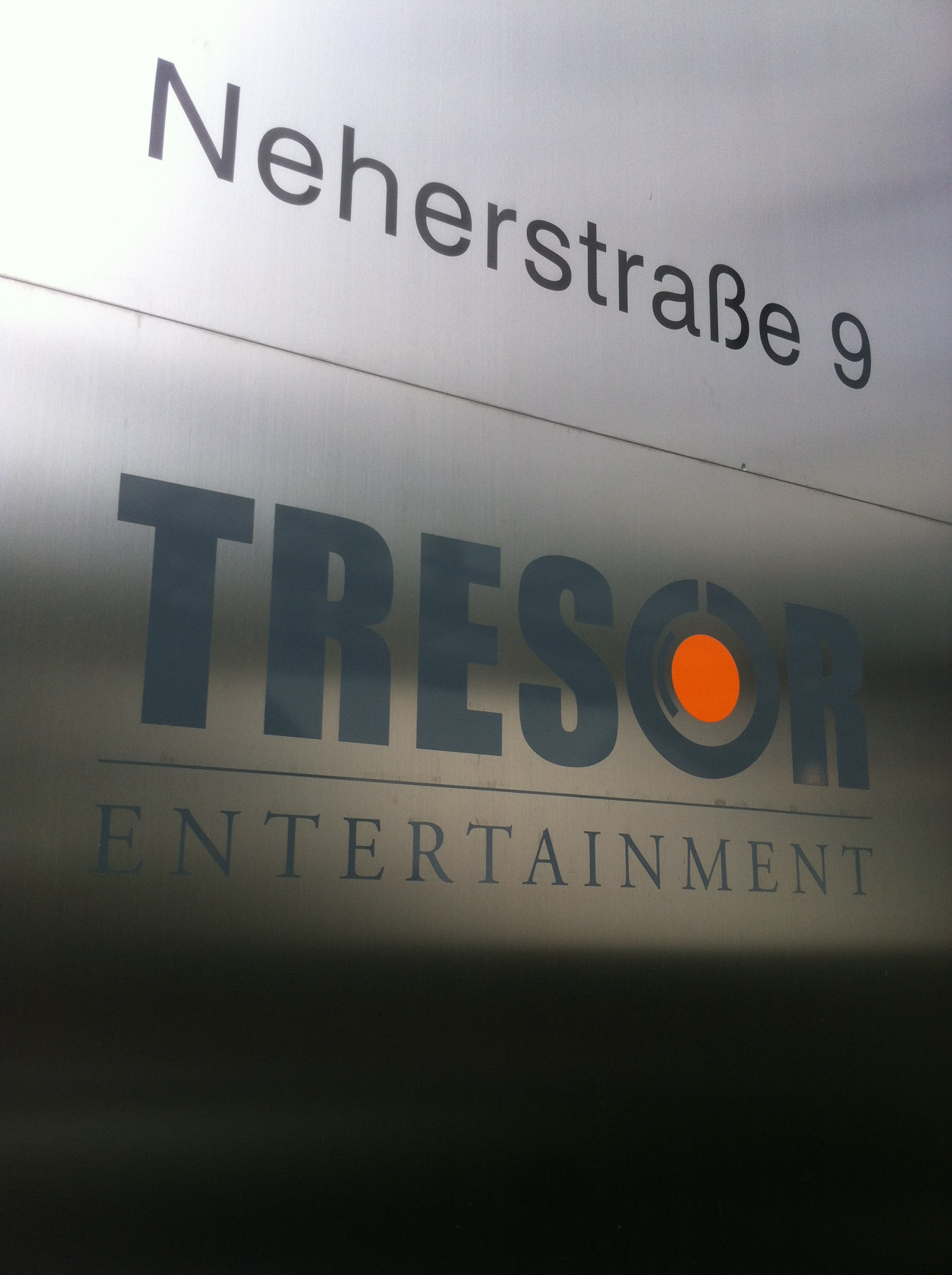
Tresor TVs früherer Firmensitz in München-Bogenhausen.

## Produktionen
- Abenteuer Autobahn – Brennpunkte (2020) (DMAX)
- Albtraum Mobbing (2012) (RTL)
- Ahornallee, Daily Soap (2007) (RTL)
- A2 – Abenteuer Autobahn (2018) (DMAX)
- A8 – Abenteuer Autobahn (2019) (DMAX)
- Besser Essen – Leben leicht gemacht (seit 2007) (ProSieben)
- Borussia Banana – Helden im Strafraum (2005) (RTL II)
- Curvy Supermodel – Echt. Schön. Kurvig (2016) (RTL II)
- DanceStar 2005 (Viva)
- DanceStar 2006 (Viva)
- Darüber lacht die Welt (1998–2000) (Sat.1)
- Das Experiment – 30 Tage (2005–2006) (RTL II)
- Das perfekte Model (2012) (VOX)
- Date My Style (2013) (VOX)
- Der Requardt (2007) (RTL II)
- Der Schatten (2023) (Fernsehserie, ZDFneo)
- Der Starpraktikant (2009) (VOX)
- Desert Forges (2001–2002) (ProSieben)
- Die Abschlussklasse (2003–2006) (ProSieben)
- Die große Kulmbacher Filmnacht (1998) (Sat.1)
- Die harte Schule der 50er Jahre (2005) (ZDF)
- Die Super Nanny (2004–2011) (RTL)
- Die Super Nannys (ATV)
- Die Wahrheit – und nichts als die Wahrheit (2008) (RTL II)
- Dismissed (2001–2002) (MTV)
- Die Band (2015) (ProSieben)
- Do It Yourself – S.O.S. (2003–2006) (ProSieben)
- Entern oder Kentern (2007) (RTL)
- Ewige Helden (seit 2016) (VOX)
- Ewige Helden – Die Winterspiele (seit 2018) (VOX)
- Fake – Schwindeln will gelernt sein (2003) (WDR)
- Fashion Hero (2013) (ProSieben)
- Fort Boyard – Stars auf Schatzsuche, (2000–2002) (ProSieben)
- Fort Boyard (2011) (Kabel eins)
- Frau Dr. Haus – Der Große Immobiliencheck (seit 2008) (WDR)
- Fluch des Falken (2011–2015) (BR / KiKA)
- Freunde – Das Leben beginnt (2003–2004) (ProSieben)
- Freunde – Das Leben geht weiter (2004–2006) (ProSieben)
- Germany’s Next Topmodel (2006–2012) (Pro Sieben)
- Gottschalk zieht ein! (2004) (ZDF)
- Die Hugo Show (1994–1998) (kabel eins)
- I Can See Your Voice (2020–2022) (RTL)
- Ich tausche meine Familie (2004) (RTL)
- Keep Your Light Shining (2014) (ProSieben)
- Kick it like Schlegel! (2006) (MTV)
- Krass Schule – Die jungen Lehrer (2018–2021) (RTL II)
- Koch die Box! (2018) (RTL II)
- Lust oder Frust – Die Sexbox (2021) (VOX)
- Mission Hollywood (2009) (RTL)
- Mc Chart Show (2004) (ProSieben)
- Mein Haus – Dein Haus (2003) (RTL II)
- Mission Familie (2014) (Sat.1)
- MTV Band Trip (2007) (MTV)
- MTV Goal (2005–2006) (MTV)
- MTV The Trip (2005–2006) (MTV)
- MTV The Trip International (2005) (MTV)
- Next, Please! (2013–2015) (RTL II)
- No Body is perfect – Das Nacktexperiment (2020) (Sat.1)
- Opas letzter Wille (2004) (kabel eins)
- Popstars – Staffel 1 & 2 (RTL II)
- Popstars – Das Duell! (2003) (ProSieben)
- Popstars – Jetzt oder Nie! (2004) (ProSieben)
- Popstars – Neue Engel braucht das Land! (2006) (ProSieben)
- Popstars on Stage! (2007) (ProSieben)
- Popstars – Just 4 Girls (2008) (ProSieben)
- Popstars – Du & Ich (2009) (ProSieben)
- Popstars – Girls Forever (2010) (ProSieben)
- Popstars – Der Weg ist das Ziel (ProSieben)
- Problemfall Familie – Dr. Stellberg hilft! (2005) (RTL)
- Raus aus meinem Haus! (2006) (DMAX)
- Reality Alarm! (2018–2019) (RTL II, TVNOW)
- Der Schatten (2023) (Fernsehserie, ZDFneo)
- Schwul macht cool! – Die fabelhaften Vier (RTL II)
- Sing and Win! (2008–2009) (ATV)
- Solitary (2009) (ProSieben)
- Soundtrack of my Life (2005) (ProSieben)
- Stirb später, leb’ länger! (2006) (DMAX)
- Survivor (2007) (ProSieben)
- Teenager außer Kontrolle – Letzter Ausweg Wilder Westen (2007–2010) (RTL)
- Teenstar (2002) (RTL II)
- Test My Ride (DMAX)
- Trivial Pursuit (1993–1994) (VOX)
- United Voices – Das größte Fanduell der Welt streamen (seit 2020) (Sat.1)
- Unser Block (2005) (Viva)
- Unter Freunden stirbt man nicht (2020) (TVNow / VOX)
- Vorsicht Kamera – das Original (1997–2003) (Sat.1)
- 5 mal 5 (Sat.1)
- 30 Days (RTL II)
- 48 Stunden Angst – Das wirkliche „Blair Witch Project“ (2005) (ProSieben)